# باریسان ناسیونال
باریسان ناسیونال (در مالایی: جبههٔ ملی) (مخفف: بی ان) ائتلافی سیاسی در کشور مالزی است. این ائتلاف در سال ۱۹۷۳ به عنوان ادامه‌روی اتحاد پارتی پریکاتان تأسیس شد. این ائتلاف (با در نظر گرفتن زمانی که به عنوان اتحاد پارتی پریکاتان فعالیت می‌کرد) از زمان استقلال تا کنون بی‌وقفه بر مالزی حکم رانده است.
همهٔ نخست وزیران مالزی تاکنون از این ائتلاف و در واقع از بخش اصلی این ائتلاف، سازمان ملی مالایی‌های متحد، بوده‌اند.
اعضای کنونی باریسان ناسیونال احزاب و تشکل‌های زیر هستند:
- سازمان ملی مالایی‌های متحد (اومنو)
- انجمن چینی‌های مالزی (ام سی ای)
- کنگرهٔ هندی‌های مالزی (ام آی سی)
- حزب جنبش خلق مالزی
- حزب ترقی خواه خلق
- حزب بومی‌پوترای سنتی متحد
- حزب خلق متحد ساراواک
- حزب ترقی خواه صباح
- حزب صباح متحد
- حزب لیبرال دموکرات
- حزب خلق صباح متحد
- سازمان موروت کادازاندسون پاسوکمومومگون متحد
- حزب دموکرات ترقی خواه ساراواک
- حزب خلق ساراواک